# Jónás Gabriella (színművész)
Jónás Gabriella (Budapest, 1952. június 16. –) magyar színésznő, egyetemi tanár.

## Életpályája
Középiskolásként a Belvárosi Irodalmi Színpadon kezdett színészettel foglalkozni. Színészi diplomáját a Színház- és Filmművészeti Főiskolán 1974-ben kapta meg, Várkonyi Zoltán és Marton László növendékeként. Harmadévesen házasságot kötött főiskolai osztálytársával Korica Miklóssal. Színészi pályájukat együtt kezdték a szabadkai Népszínházban, 1993-ig voltak a társulat tagjai.      
1993-tól beszédtechnikát és művészi beszédet tanít az Újvidéki Művészeti Akadémián. Igazgatója volt a szabadkai Kosztolányi Dezső Színháznak, a szabadkai Népszínház Magyar Társulatának és a Palicsi Nyári Színházi Esték nemzetközi fesztiválnak. 2000-től két évadot férjével az egri Gárdonyi Géza Színház társulatában töltött, majd visszatértek Szabadkára, és a Kosztolányi Dezső Színházban illetve a Népszínházban szerepeltek. Fellépett Kassán, Újvidéken és a Kisvárdai Várszínházban is. Játszik Szarvason, a Cervinus Teátrumban, az Udvari Kamaraszínházban is (Magyar Kanizsai Udvari Kamaraszínház), melynek társulata Magyarországon és Budapesten is rendszeresen látható, de járják a Délvidék, Erdély és a Felvidék magyar lakta településeit is.      
Vajdasági nívódíjas, megkapta a Bodrogvári Ferenc-díjat és többször elnyerte a legjobb női főszereplő díját a Vajdasági Színházak Találkozóján. Irodalmi műsorok rendszeres fellépője.

## Fontosabb színházi szerepei
- William Shakespeare: Rómeó és Júlia... Júlia
- William Shakespeare: Rómeó és Júlia... Capuletné (Kassai Thália Színház)
- William Shakespeare: Hamlet... Gertrud
- William Shakespeare: A vihar... Ariel
- William Shakespeare: III. Richárd... Margit
- Bertolt Brecht: A kaukázusi krétakör... Gruse
- Bertolt Brecht - Kurt Weill: Koldusopera... Polly
- Carlo Goldoni: Mirandolina... Mirandolina
- Carlo Goldoni: Tengerparti csetepaté... Lucietta, Toni húga
- Molière: Don Juan... Donna Elvira
- Molière: Tartuffe... Pernelle-né, Orgon anyja
- Henrik Ibsen: Nóra... Nóra
- Federico García Lorca: Bernarda Alba háza... Adela
- Tennessee Williams: Macska a forró bádogtetőn... Margaret; Big mama
- Friedrich Dürrenmatt: Angyal szállt le Babilonba... Kurrubi
- Ion Luca Caragiale: Megtorlás... Anca
- Kocsis István: Árva Bethlen Kata... Bethlen Kata
- Szophoklész: Antigoné... Antigoné
- Szophoklész: Elektra... Clitemnestra, Királynéasszony
- Euripidész - Jean-Paul Sartre: Trójai nők... Andromaché
- Gobby Fehér Gyula - Lengyel Gábor: Zöldhajú lány... Éva
- Gobby Fehér Gyula: A budaiak szabadsága... Márkusné
- Gabriel García Márquez - Kokotivi: Az ezredes... Az ezredes felesége
- Oldřich Daněk: Negyven gazfickó meg egy ma született bárány... Hercegnő
- Miro Gavran: George Washington szerelmei... Silvia (Újvidéki Színház)
- Ranko Marinković: Glória... Glória
- Danilo Kiš: Siratófal... Eurüdiké
- Miroslav Krleža: Út a paradicsomba... Fiatal hölgy, Amália
- Miroslav Krleža: Szentistvánnapi búcsú... Margit
- Stevan Koprivica: Vegyes házasság... Klári (Budapesti Szerb Színház)
- Peter Hacks: Amphitryon... Alcmene
- Bródy Sándor: A tanítónő... Tóth Flóra
- Csáth Géza: A varázsló... Fátyol Krisztina
- Szép Ernő: Patika... Kati
- Heltai Jenő: A néma levente... Beatrix
- Móricz Zsigmond: Nem élhetek muzsikaszó nélkül... Pólika
- Boldizsár Miklós - Szörényi Levente – Bródy János: István, a király... Sarolt (István anyja)
- Katona József: Bánk bán... Gertrudis
- Jókai Mór: A kőszívű ember fiai... Baradlayné
- Pilinszky János - William Shakespeare - Heiner Müller - Søren Aabye Kierkegaard - népi rigmusok és a Szentírás részletei alapján: Gyerekek és katonák... Anyácska
- Bornemisza Péter: Magyar Elektra... Chorus, bölcs asszony
- Bornemisza Péter: Tragoedia magyar nyelven, az Sophocles Electrájából... Clitemnestra, királynéasszony
- Friedrich Schiller: Ármány és szerelem... Millerné
- Bernard Slade: Jövőre, veled, ugyanitt... Doris
- Robert Thomas: Gyilkostársak... Júlia
- Robert Thomas: A papagáj és a zsaru... Virginie
- Georges Feydeau: Bolha a fülbe... Raymonde Chandebise
- Jacques Deval: Potyautas... Martine
- Mihail Sebastian: Sziget... Nadia B.
- Gárdonyi Géza: A lámpás... Boriska
- Gárdonyi Géza: Annuska... Anna, Nagyistván felesége
- Deák Ferenc: Határtalanul... Eszter
- Kincses Elemér: Ég a nap Seneca felett... Paulina
- Sütő András: Egy lócsiszár virágvasárnapja... Lisbeth
- Kocsis István: Árva Bethlen Kata... Árva Bethlen Kata
- Varga Zoltán: Tanítvány... Bethsabé
- Barácius Zoltán: Szombat és vasárnap... Mária
- Kopeczky László: Vigyázz, ha jön a nagybőgő... Lina
- Kopeczky László: Don Juan utolsó kalandja... Eminetta
- Bosnyák István: Nehéz honfoglalás... Sinkó Ervinné
- Pintér Lajos: Pogány tivornya... Dóri
- Garai J. Béla: Indiánok... Mancika
- Dóczy Péter: Ébren álmodik a magyar... Korcsmárosné (Róza mama); Pszichiáter, az álmok tudósa, Mai Maab királyné
- Dóczy Péter: A lélek röpte... Avilai Nagy Szent Teréz
- Daday Loránd - Andrási Attila: Kié ez az ország?... Zentayné Széplaky Vera
- Eisemann Mihály - Zágon István - Somogyi Gyula: Fekete Péter... Mme. Lefebre
- Zilahy Lajos - Andrási Attila: Fehér szarvas... Fáni
- William Somerset Maugham - Nádas Gábor - Szenes Iván: Imádok férjhez menni... Mrs. Shuttleworth

## Filmek, tv
- A palacsintás király (1973)
- Állványokon (1977)
- Sötétkamra
- Da nije ljubavi, ne bi svita bilo (Ha nem volna szerelem) (2004)
- Talog (2014)

## Díjai, elismerései
- Vajdasági Művelődési Önigazgatási Érdekközösség nívódíja (1985)
- Dr. Bodrogvári Ferenc-díj (1987)
- Jelka Asić-díj
- Legjobb női epizódszereplő (Újvidéki drámaíró verseny)
- Legjobb női főszereplő (Vajdasági Színházak Találkozója, hét alkalommal))
- Első díj (Magyar Színházak Kisvárdai Fesztiválja, két alkalommal)
- Magyar Teátrum Különdíj (2020)